# لورا بويكين
لورا بويكين عالمة أحياء حاسوبية أمريكية تستخدم الحوسبة الفائقة وعلم الجينوم لمساعدة المزارعين في أفريقيا جنوب الصحراء. لقد درست تطور الذبابة البيضاء للآفات الزراعية وحددت الإختلافات الجينية بين الأنواع المختلفة. تعمل مع علماء أفارقة لتطوير مهارات الحوسبة وعلم الجينوم عبر القارة، وهي زميلة أولى في تيد.